# Sander Visser
Sander Visser (* 4. Mai 1999 in Eemnes) ist ein niederländischer Handballspieler.

## Karriere
Visser spielte in seiner Heimat von 2016 bis 2018 für E&O Emmen und von 2018 bis 2020 für RKHV Volendam, mit denen er 2019 den niederländischen Pokal gewann. 2020 wechselte er zum deutschen Zweitligisten HSG Nordhorn-Lingen. Im Oktober 2022 zog er sich einen Kreuzbandriss zu. Nach der Saison 2024/25 verließ er die HSG Nordhorn-Lingen.
Für die niederländische Männer-Handballnationalmannschaft bestritt Visser mindestens vier Länderspiele, in denen er vier Tore erzielte.